# Karl Gustav Wilhelm Baurschmidt

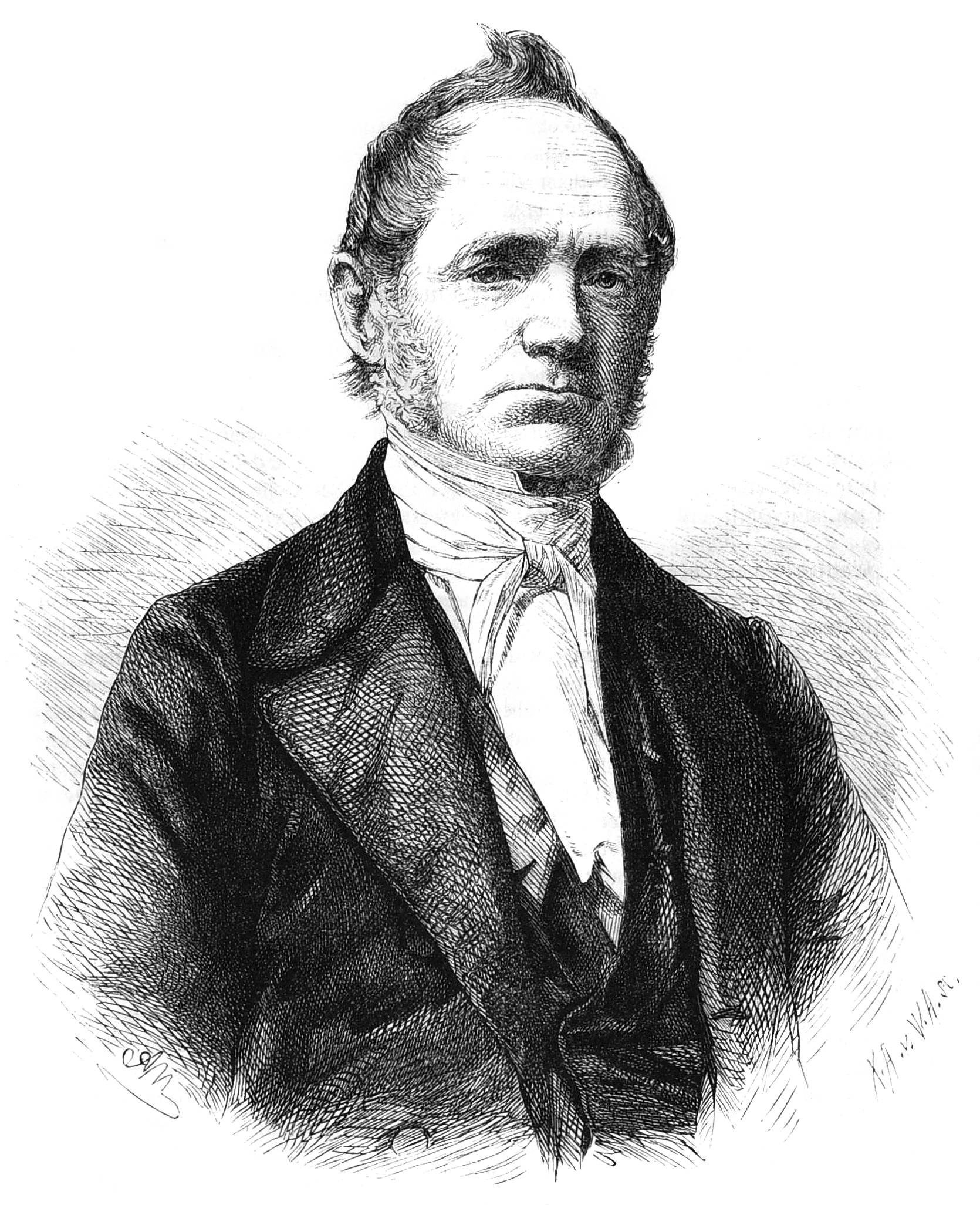
Karl Gustav Wilhelm Baurschmidt

Karl Gustav Wilhelm Baurschmidt (Hohne, 1 april 1806 – Lüchow, 21 december 1864) was een Duits luthers theoloog en geestelijke.

## Biografie
Karl Gustav Wilhelm Baurschmidt volgde een gymnasium in Salzwedel en ging daarna een jaar lang op het klooster in Loccum. Hij studeerde vanaf 1825 theologie aan de Universiteit van Göttingen. Daarna werkte hij drie jaar lang in Frankfort aan de Main als privaatdocent. Vervolgens ging Baurschmidt zijn vader assisteren, die superintendent in Osterode was geworden. Tegen het einde van 1838 werd Karl Baurschmidt tweede predikant (archidiakon) in Lüchow.
Lange tijd was Baurschmidt een weinig opvallende gemeentepredikant. In 1862 kwam hij echter in het middelpunt van de belangstelling te staan toen hij als eerste protesteerde tegen de gedwongen invoering van een nieuwe catechismus voor het kerkelijk godsdienstonderricht in het Koninkrijk Hannover. Zijn pamflet Prüfet alles! beleefde binnen vier weken zes drukken. Rondom hem vormde zich een beweging die erin slaagde om de invoerig van de nieuwe catechismus ongedaan te maken. Bovendien bereikten Baurschmidt en de zijnen een jaar later dat de kerkorde voor het Koninkrijk Hannover werd herzien. Hij overleed een jaar later, op 21 december 1864, in zijn woonplaats.

## Publicaties (selectie)
- Stimmen aus dem Worte Gottes (Göttingen, 1864)
- Vom Frieden zum Kampf
- Die Celler Pastoral-Conferenz vom Oct. 1862
- Wodurch gehören wir der evangelischen Kirche an?